# En försvunnen värld (miniserie)
En försvunnen värld (engelska: The Lost World) är en brittisk miniserie från 2001. Serien är baserad på Arthur Conan Doyles roman med samma namn från 1912. I huvudrollerna ses Bob Hoskins, James Fox, Peter Falk, Matthew Rhys, Tom Ward och Elaine Cassidy. Miniserien premiärvisades på BBC One den 25 och 26 december 2001 och visades då i två delar à 75 minuter, i Sverige visades den på SVT1 i tre delar à 50 minuter, med start den 28 december 2002.

## Handling
Några upptäcktsresande ger sig av från London ut på en expedition till Amazonas. Målet är en outforskad högplatå långt in i dess djupaste regnskog, där de hoppas kunna bevisa förekomsten av dinosaurier. Expeditionen leds av professor Challenger och han för med sig en brokig skara äventyrare till en värld ingen av dem hade kunnat föreställa sig existerade. 

## Rollista i urval
- Bob Hoskins – professor George Challenger
- James Fox – professor Leo Summerlee
- Tom Ward – Lord John Roxton
- Matthew Rhys – Edward Malone
- Elaine Cassidy – Agnes Clooney
- Peter Falk – kyrkoherde Theo Kerr
- Nathaniel Lees – hövdingen
- Tamati Te Nohotu – Archille
- Nicole Whippy – Maree
- Inia Maxwell – indianledaren
- Tessa Peake-Jones – Mrs Summerlee
- Tim Healy – McArdle
- Joanna Page – Gladys
- Tom Goodman-Hill – Arthur Hare
- Robert Hardy – professor Illingworth